# 江戸家まねき猫
江戸家 まねき猫（えどや まねきねこ、1967年〈昭和42年〉10月31日 - ）は、東京都中央区出身の寄席芸人（動物ものまね）、歌手、女優。本名∶岡田 富士子。
父は三代目江戸家猫八、異母兄は四代目江戸家猫八。

## 来歴・人物
1975年、「猫八ファミリー」のメインボーカルとして『チキンソング』で歌手デビュー。高校卒業後の1986年3月、父に弟子入りし、付き人修行を経て、1989年9月に江戸家まねき猫として高座デビューを果たす。
出囃子は『猫じゃ猫じゃ』。高座では落語家と同じように座布団に座って動物の物まね芸を披露する。『枕草子』の一節を引用したネタが十八番である。
1989年4月から、かつて父・3代目江戸家猫八が所属した落語芸術協会に所属している（ただし、兄の4代目江戸家猫八は落語協会に所属した）。

## 主な出演番組

### テレビドラマ
- 鬼平犯科帳（フジテレビ系） - 五鉄のおとき 役（父と共演）
- 剣客商売（フジテレビ系） - 不二楼の女中およね 役

### バラエティ番組
- キンカン素人民謡名人戦（フジテレビ系） - アシスタント（司会者の兄と共演）
- 龍ちゃん・松ちゃんぶらり探訪東海道」（CS時代劇専門チャンネル）ナレーション

### ラジオ番組
- 鶴光の噂のゴールデンアワー（ニッポン放送） - 「とびだせ大江戸外回り」レポーター
- 江戸家まねき猫のねこにゴハン（中央エフエム）

## CM
- 浅田飴